# Roland von Bothmer

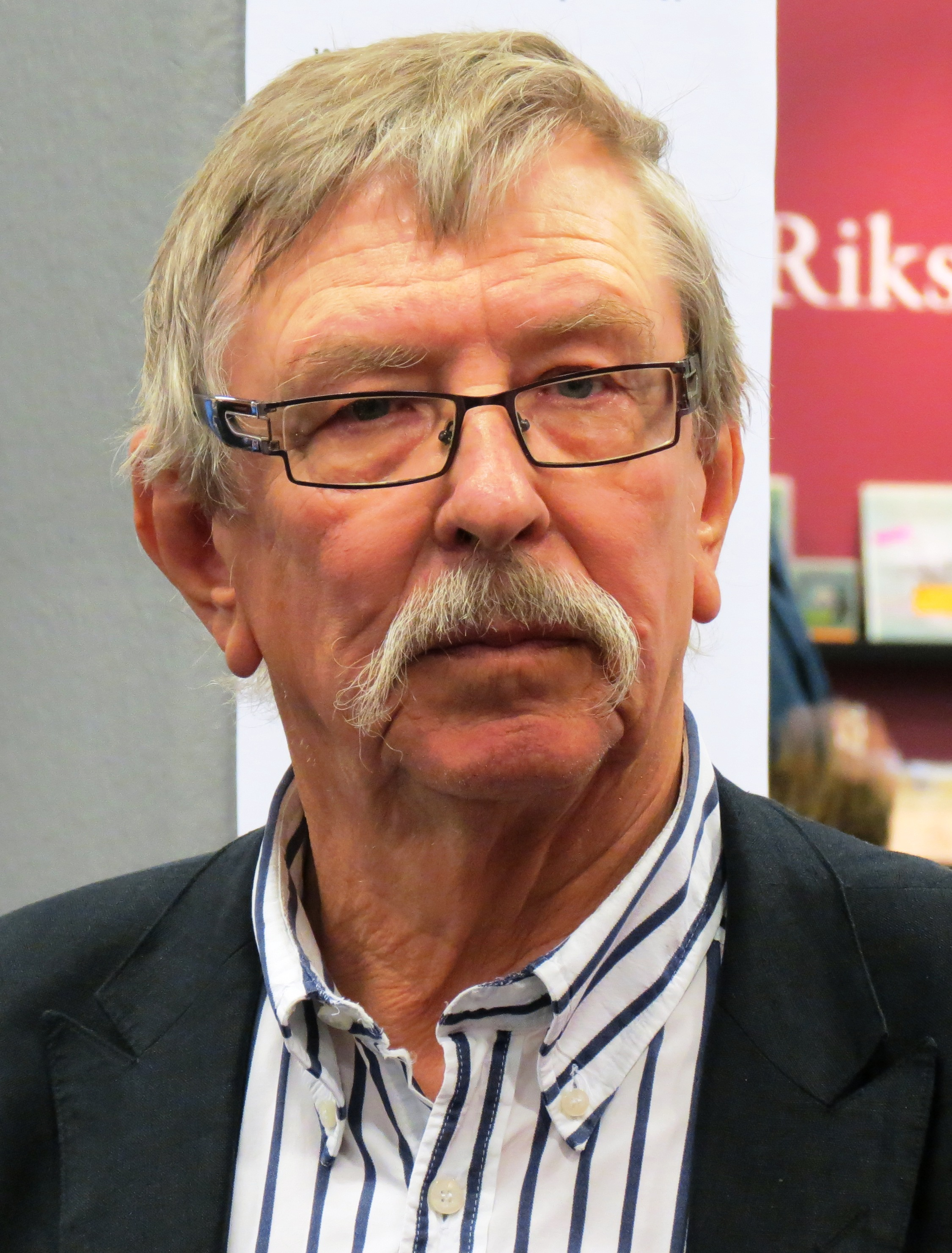
Roland von Bothmer på Bokmässan i Göteborg 2015.

Roland Wilhelm von Bothmer, född 1943 i Mariestad, är en svensk växtgenetiker. Han disputerade 1973 vid Lunds universitet och är professor i kulturväxternas genetik och förädling vid Sveriges lantbruksuniversitet. Han är också verksam vid Nordiskt Genresurscenter och dess samarbetsprojekt Svalbard globale frøhvelv på Svalbard. Han invaldes 1990 som ledamot av Skogs- och Lantbruksakademien och är sedan 1992 ledamot av Kungliga Vetenskapsakademien. 
Tillsammans med forskarkollegerna Stefan Jansson och Torbjörn Fagerström gav han 2015 ut debattboken Bortom GMO: vetenskap och växtförädling för ett hållbart jordbruk.